# Tanimachi Yonchōme (metropolitana di Osaka)
Tanimachi Yonchōme (谷町四丁目駅?, Tanimachi Yonchōme-eki) è una stazione della Metropolitana di Osaka situata nell'area centrale della città, lungo la strada Tanimachi. La stazione offre l'interscambio fra le linee Tanimachi e Chūō.

## Stazioni adiacenti
| «                  | Servizio   | »                   |
| Linea Chūō         | Linea Chūō | Linea Chūō          |
| ------------------ | ---------- | ------------------- |
| Sakaisuji-Hommachi | Locale     | Morinomiya          |
| Linea Tanimachi    |            |                     |
| Temmabashi         | Locale     | Tanimachi Rokuchōme |